# Elżbieta Katolik
Elżbieta Katolik (Polonia, 5 de octubre de 1949-28 de junio de 1983), también llamada Elżbieta Skowrońska, fue una atleta polaca especializada en la prueba de 800 m, en la que consiguió ser medallista de bronce europea en pista cubierta en 1977.

## Carrera deportiva
En el Campeonato Europeo de Atletismo en Pista Cubierta de 1973 ganó la medalla de bronce en los 800 metros, con un tiempo de 2:02.90 segundos, tras la búlgara Stefka Yordanova  y la alemana Elfi Rost.
Cuatro años después, en el Campeonato Europeo de Atletismo en Pista Cubierta de 1977 volvió a ganar la medalla de bronce en los 800 metros, con un tiempo de 2:01.3 segundos, tras la británica Jane Colebrook y la búlgara Totka Petrova.